# Fiutowski
Fiutowski (forma żeńska: Fiutowska; liczba mnoga: Fiutowscy) – polskie nazwisko. Na początku lat 90. XX wieku Polskę zamieszkiwało 520 osób o tej nazwie osobowej.

## Znani Fiutowscy
- Feliks Fiutowski - poseł IV kadencji w latach 1965-1969
- Jerzy Fiutowski (ur. 3 czerwca 1949) – trener piłkarski licencja UEFA Pro Licence, działacz sportowy.
- Marcin Fiutowski (1778–1831) - bratanek starosądeckiego proboszcza, szwoleżer, towarzyszył Napoleonowi na Elbie, kawaler Legii Honorowej